# Asociación China de Malasia
La Asociación China de Malasia (en chino simplificado:马来西亚华人公会; en chino tradicional: 馬來西亞華人公會; en pinyín: Mǎláixīyà Huárén Gōnghuì; en Jyutping: maa5 loi4 sai1 aa3 waa4 jan4 gung1 wui2; en malayo: Persatuan Cina Malaysia; en inglés: Malaysian Chinese Association) o MCA es un partido político uniracial de Malasia y el segundo principal partido político de la coalición gobernante, el Barisan Nasional, puesto que mantiene desde antes de la independencia del país. Busca representar los intereses de la raza china en Malasia.
Establecida en 1949, la MCA se alió con la Organización Nacional de los Malayos Unidos (UMNO) y el Congreso Indio de Malasia (MIC), para fundar el Partido de la Alianza, que ganó las elecciones de 1955 por un abrumador margen. Tras la debacle de la Alianza en 1973, la MCA mantuvo el gobierno con la UMNO al fundarse el Barisan Nasional. Desde entonces, el MCA es el segundo partido político gobernante del país. A través de la tenencia de compañías como Huaren Holdings, la MCA controla dos periódicos importantes, (The Star) que es el periódico en inglés más vendido de Malasia, y Nanyang Siang Pau, que es uno de los periódicos chinos más vendidos en el oeste de Malasia.
El partido fue una vez el partido más grande que representaba a la comunidad china en Malasia, y fue particularmente dominante en el período inicial hasta fines de la década de 1960. Sus fortunas fluctuaron después del establecimiento de otros partidos políticos en la década de 1960 que lo desafiaron por los votos chinos, aunque todavía gozó de un fuerte apoyo a mediados de la década de 1990 hasta mediados de la década de 2000. Sin embargo, se ha desempeñado mal en las elecciones desde 2008, con la comunidad china de Malasia en su mayoría votando por el opositor Partido de Acción Democrática (DAP).
Ling Liong Sik es el presidente más antiguo en la historia de MCA. Se desempeñó como presidente del partido de 1986 a 2003.

## Resultados electorales
|  | 20.09 % |

|  | 15.00 % |

|  | 19.41 % |

|  | 14.48 % |

|  | 12.95 % |

|  | 12.27 % |

|  | 15.54 % |

|  | 12.42 % |

|  | 12.12 % |

|  | 15.74 % |

|  | 14.48 % |

|  | 15.40 % |

|  | 10.35 % |

|  | 7.86 % |

|  | 5.30 % |